# Parco internazionale della pace Waterton-Glacier
Il parco internazionale della pace Waterton-Glacier (in inglese: Waterton-Glacier International Peace Park) è il nome dato all'unione del Parco nazionale dei ghiacciai (Glacier National Park, negli Stati Uniti) con il Waterton Lakes National Park (in Canada). Entrambi i parchi sono una riserva della biosfera e la loro unione è stata dichiarata patrimonio dell'umanità da parte dell'UNESCO.
L'unione dei parchi fu ottenuta grazie agli sforzi dei membri del Rotary International dell'Alberta e del Montana, nel 1932. Fu istituito così il primo parco della pace internazionale del mondo, un simbolo di pace ed amicizia fra le due nazioni confinanti. Ad oggi questo resta il solo parco della pace internazionale costituito con quel proposito, benché siano in corso sforzi per l'istituzione di un parco internazionale ai confini tra gli Stati Uniti e il Messico.